# 涅夫斯基工程設計局
涅夫斯基設計局（俄语：Невское проектно-конструкторское бюро）又译“涅瓦设计局”，是苏联与俄罗斯的水面舰艇设计局。擅长载机舰与大型登陆舰设计。

## 历史
1931年1月18日成立中央船舶制造设计局，集中负责军舰设计。1932年改名为第1中央船舶制造设计局，1937年再次改名为第17中央船舶制造设计局。 
苏德战争开始后，第17中央船舶制造设计局于1941年迁至喀山。 二战后，第17中央设计局迁回列宁格勒。
1946年第17中央船舶制造设计局日丹诺夫工厂的分部独立出去成立了负责设计轻型水面舰艇设计的第53中央设计局。
1959年，第17中央设计局重新开始设计载机舰。1967年第17中央设计局改名为涅瓦设计局。该局设计了莫斯科级、基辅级、库兹涅佐夫级航空母舰。